# Шабівська сільська рада
Ша́бівська сільська́ ра́да — орган місцевого самоврядування Шабівської сільської громади в Білгород-Дністровському районі Одеської області.

## Населення
Згідно з переписом 1989 року населення сільської ради становило 9955 осіб, з яких 4508 чоловіків та 5447 жінок.
За переписом населення 2001 року в сільській раді мешкало 8675 осіб.

### Мова
Розподіл населення за рідною мовою за даними перепису 2001 року:
| Мова       | Відсоток |
| ---------- | -------- |
| українська | 66,79 %  |
| російська  | 30,83 %  |
| молдовська | 0,79 %   |
| болгарська | 0,72 %   |
| циганська  | 0,22 %   |
| білоруська | 0,13 %   |
| вірменська | 0,12 %   |
| гагаузька  | 0,09 %   |
| німецька   | 0,05 %   |

## Склад ради
Рада складається з 30 депутатів та голови.
- Голова ради:
- Секретар ради: Гурченко Людмила Іванівна

### Керівний склад попередніх скликань
| Прізвище, ім'я, по батькові | Основні відомості                                    | Дата обрання | Дата звільнення |
| --------------------------- | ---------------------------------------------------- | ------------ | --------------- |
| Квашнін Ігор Вікторович     | Сільський голова, 1973 року народження, безпартійний | 26.03.2006   | 31.10.2010      |

Примітка: таблиця складена за даними сайту Верховної Ради України

### Депутати
За результатами місцевих виборів 2010 року депутатами ради стали:

#### За суб'єктами висування
| Суб'єкт висування                 | Кількість обраних депутатів | %    |
| --------------------------------- | --------------------------- | ---- |
| Самовисування                     | 16                          | 53,3 |
| Партія регіонів                   | 6                           | 20   |
| Соціалістична партія України      | 5                           | 16,7 |
| Народна партія                    | 2                           | 6,7  |
| Політична партія «Сильна Україна» | 1                           | 3,3  |

#### За округами
| № округу                          | Прізвище, ім'я, по батькові      | Дата визнання обраним | Освіта             | Партійна приналежність                  | Відомості про обраного депутата                                   |
| --------------------------------- | -------------------------------- | --------------------- | ------------------ | --------------------------------------- | ----------------------------------------------------------------- |
| Народна Партія                    |                                  |                       |                    |                                         |                                                                   |
| 15                                | Накемпій Григорій Степанович     | 01.11.2010            | середня спеціальна | член Народної партії                    | тимчасово не працює                                               |
| 24                                | Сласько Віктор Васильович        | 01.11.2010            | вища               | член Народної партії                    |                                                                   |
| Партія регіонів                   |                                  |                       |                    |                                         |                                                                   |
| 7                                 | Григоренко Олександр Валерійович | 01.11.2010            | середня            | член Партії регіонів                    | тимчасово не працює                                               |
| 11                                | Павловська Світлана Савівна      | 01.11.2010            | вища               | член Партії регіонів                    | Шабівська загальноосвітня школа № 1, вчитель                      |
| 17                                | Чернега Ірина Володимирівна      | 01.11.2010            | вища               | член Партії регіонів                    | Салганська загальноосвітня школа, вчитель                         |
| 18                                | Мунтяну Олександр Вікторович     | 01.11.2010            | вища               | член Партії регіонів                    | тимчасово не працює                                               |
| 22                                | Мунтяну Ірина Анатоліївна        | 01.11.2010            | вища               | член Партії регіонів                    | тимчасово не працює                                               |
| 29                                | Вовченко Василь Олексійович      | 01.11.2010            | вища               | член Партії регіонів                    | дитячий санаторій «Сергіївка»                                     |
| Політична партія «Сильна Україна» |                                  |                       |                    |                                         |                                                                   |
| 10                                | Горобченко Сніжана Миколаївна    | 01.11.2010            | вища               | член Політичної партії «Сильна Україна» | РДА, головний бухгалтер                                           |
| Соціалістична партія України      |                                  |                       |                    |                                         |                                                                   |
| 3                                 | Макарець Євгенія Леонідівна      | 01.11.2010            | вища               | член Соціалістичної партії України      | дошкільний навчальний заклад «Ягідка», вихователь                 |
| 20                                | Андрєєва Галина Володимирівна    | 01.11.2010            | вища               | член Соціалістичної партії України      | Шабівська сільська рада                                           |
| 23                                | Каштель Вікторія Володимирівна   | 01.11.2010            | вища               | член Соціалістичної партії України      | РДА                                                               |
| 26                                | Деменіна Зінаїда Іванівна        | 01.11.2010            | вища               | член Соціалістичної партії України      | виробниче управління житлово-комунального господарства, інспектор |
| 28                                | Ляшко Марія Валентинівна         | 01.11.2010            | вища               | член Соціалістичної партії України      | Біленьковська загальноосвітня школа, вчитель                      |
| Самовисування                     |                                  |                       |                    |                                         |                                                                   |
| 1                                 | Дідик Максим Олександрович       | 01.11.2010            | вища               | позапартійний                           | Шабівська сільська рада, спеціаліст земельних питань              |
| 2                                 | Гончарук Микола Іванович         | 01.11.2010            | середня спеціальна | позапартійний                           | приватний підприємець                                             |
| 4                                 | Желібовський Леонід Трохимович   | 01.11.2010            | середня            | позапартійний                           | пожежна охорона, водій                                            |
| 5                                 | Турченко Людмила Іванівна        | 01.11.2010            | вища               | позапартійна                            | Шабівська сільська рада                                           |
| 6                                 | Григоренко Віталій Йосипович     | 01.11.2010            | середня            | позапартійний                           | СК «Шаболат», охоронець                                           |
| 8                                 | Кліпко Наталія Павлівна          | 01.11.2010            | вища               | позапартійна                            | Шабівська сільська рада, спеціаліст соціального захисту           |
| 9                                 | Діцан Сергій Яковлевич           | 01.11.2010            | середня спеціальна | позапартійний                           | Морський торговельний порт, старший механік                       |
| 12                                | Тихоплав Сергій Миколайович      | 01.11.2010            | вища               | позапартійний                           | Шабівська загальноосвітня школа № 1, директор                     |
| 13                                | Чернокульський Сергій Сергійович | 06.02.2011            | вища               | член Політичної партії «За Україну!»    | Білгород-Дністровська міська рада, головний консультант           |
| 14                                | Мирза Володимир Іванович         | 01.11.2010            | вища               | позапартійний                           | виробниче управління житлово-комунального господарства, директор  |
| 16                                | Дідік Анатолій Іванович          | 01.11.2010            | вища               | позапартійний                           | приватний підприємець                                             |
| 19                                | Поліщук Людмила Василівна        | 01.11.2010            | вища               | позапартійна                            | Шабівська сільська рада, відділ самоврядування                    |
| 21                                | Бондаренко Андрій Іванович       | 01.11.2010            | вища               | позапартійний                           | морський торговельний порт, інспектор                             |
| 25                                | Гончарук Алла Вікторівна         | 01.11.2010            | вища               | позапартійна                            | Шабівська сільська рада, спеціаліст із земельних питань           |
| 27                                | Мацуєв Андрій Миколайович        | 01.11.2010            | вища               | позапартійний                           | приватний підприємець                                             |
| 30                                | Ткаченко Анастасія Іванівна      | 01.11.2010            | вища               | позапартійна                            | відділення поштового зв язку, листоноша                           |